# 六號欽闊平鎮區 (北卡羅萊納州瓊斯縣)
六號欽闊平鎮區（英語：Township 6, Chinquapin）是位於美國北卡羅萊納州瓊斯縣的一個鎮區。

## 地方資料
六號欽闊平鎮區的面積為102.85平方千米，當中陸地面積為102.63平方千米，而水域面積為0.22平方千米。根據2020年美國人口普查的數據，當地共有人口621人，而人口密度為每平方千米6.04人。